# 愛知県立日進高等学校
愛知県立日進高等学校（あいちけんりつ にっしんこうとうがっこう）は、愛知県日進市米野木町三ヶ峯に所在する公立の高等学校。

## 設置学科
- 普通科
  - 国際コミュニケーションコース
  - 人間環境コース

## 沿革
- 1978年（昭和53年）- 開校。

## 校訓
- 『照一隅』
  - 伝教大師最澄の「一隅を照らす者、是れ国の宝なり」ということばに由来する。
  - 自らを生かし、他をも生かし、ともに励み、ともに喜びを分かちあいながら、国家・社会の一隅を照らす人間となることを目指す。

## 教育目標
- 実践目標として、挨拶をしっかりすること

## 校章
- 「日進」という文字を図案化して、‘日’を円、‘進’を左上以外の角が丸い四角型の図案で表し、中央に‘髙’の文字を配置したもの

## 著名な出身者
- 近藤薫（シンガーソングライター、作詞家、作曲家、編曲家、ギタリスト、音楽プロデューサー ）

## 周辺
- 名古屋商科大学
- 中部大学第一高等学校
- 光陵女子短期大学

## アクセス
- 名鉄豊田線 米野木駅から名鉄バス「名商大前」バス停下車、徒歩で約30秒。
- この他、名古屋市営地下鉄鶴舞線・名鉄豊田線赤池駅や愛知高速交通東部丘陵線（リニモ） 公園西駅から出ている名古屋商科大学のスクールバスや、日進市コミュニティバス「くるりんばす」も利用できる。